# Sandrine Soubeyrand
Sandrine Soubeyrand (Saint-Agrève, 16 de agosto de 1973) é uma ex-futebolista profissional francesa que atua como meia.

## Carreira
Sandrine Soubeyrand fez parte do elenco da Seleção Francesa de Futebol Feminino, nas Olimpíadas de 2012, como capitã. 